# Campionati statunitensi di sci alpino 1999
I Campionati statunitensi di sci alpino 1999 si svolsero a Ogden dal 19 al 24 marzo. Il programma incluse gare di discesa libera, supergigante, slalom gigante, slalom speciale e combinata sia maschili sia femminili.
Trattandosi di competizioni valide anche ai fini del punteggio FIS, vi parteciparono anche sciatori di altre federazioni, senza che questo consentisse loro di concorrere al titolo nazionale statunitense.

## Risultati

### Uomini

#### Discesa libera
| Pos. | Atleta              | Nazione     | Tempo   |
| ---- | ------------------- | ----------- | ------- |
| 1    | Chad Fleischer      | Stati Uniti | 1:13,54 |
| 2    | Daron Rahlves       | Stati Uniti | 1:13,96 |
| 3    | Marco Sullivan      | Stati Uniti | 1:14,48 |
| 4    | Casey Puckett       | Stati Uniti | 1:14,58 |
| 5    | Dane Spencer        | Stati Uniti | 1:14,88 |
| 6    | Geoffrey Stephenson | Stati Uniti | 1:15,48 |
| 7    | Brett Fischer       | Stati Uniti | 1:15,49 |
| 8    | Wisi Betschart      | Stati Uniti | 1:15,52 |
| 9    | Scott Macartney     | Stati Uniti | 1:15,54 |
| 10   | Brad Hogan          | Stati Uniti | 1:15,62 |

Data: 19 marzo

#### Supergigante
| Pos. | Atleta          | Nazione     | Tempo   |
| ---- | --------------- | ----------- | ------- |
| 1    | Jakub Fiala     | Stati Uniti | 1:15,51 |
| 2    | Chad Fleischer  | Stati Uniti | 1:15,80 |
| 3    | Daron Rahlves   | Stati Uniti | 1:16,12 |
| 4    | Dane Spencer    | Stati Uniti | 1:16,18 |
| 5    | Sacha Gros      | Stati Uniti | 1:16,52 |
| 6    | Scott Macartney | Stati Uniti | 1:16,76 |
| 7    | Wisi Betschart  | Stati Uniti | 1:16,94 |
| 8    | Brett Fischer   | Stati Uniti | 1:17,17 |
| 8    | Casey Puckett   | Stati Uniti | 1:17,17 |
| 8    | Bradley Wall    | Australia   | 1:17,17 |

Data: 22 marzo

#### Slalom gigante
| Pos. | Atleta           | Nazione     | Tempo   |
| ---- | ---------------- | ----------- | ------- |
| 1    | J. Andrew Martin | Stati Uniti | 1:59,59 |
| 1    | Uroš Pavlovčič   | Slovenia    | 1:59,59 |
| 3    | Thomas Vonn      | Stati Uniti | 2:00,11 |
| 4    | Bode Miller      | Stati Uniti | 2:00,35 |
| 5    | Dane Spencer     | Stati Uniti | 2:00,48 |
| 6    | Chad Fleischer   | Stati Uniti | 2:00,63 |
| 7    | David Viele      | Stati Uniti | 2:00,68 |
| 8    | Casey Puckett    | Stati Uniti | 2:00,78 |
| 9    | Daron Rahlves    | Stati Uniti | 2:00,94 |
| 10   | Chip Knight      | Stati Uniti | 2:01,09 |

Data: 23 marzo

#### Slalom speciale
| Pos. | Atleta               | Nazione     | Tempo   |
| ---- | -------------------- | ----------- | ------- |
| 1    | Sacha Gros           | Stati Uniti | 1:43,49 |
| 2    | Drew Thorne-Thomsen  | Stati Uniti | 1:43,87 |
| 3    | Marco Pastore        | Italia      | 1:43,90 |
| 4    | Chip Knight          | Stati Uniti | 1:44,35 |
| 5    | Kentarō Minagawa     | Giappone    | 1:44,64 |
| 6    | Erik Schlopy         | Stati Uniti | 1:44,75 |
| 7    | Uroš Pavlovčič       | Slovenia    | 1:45,01 |
| 8    | Brandon Dyksterhouse | Stati Uniti | 1:45,81 |
| 9    | David Viele          | Stati Uniti | 1:45,89 |
| 10   | Tyler Shepherd       | Stati Uniti | 1:46,28 |

Data: 24 marzo

#### Combinata
| Pos. | Atleta       | Nazione     |
| ---- | ------------ | ----------- |
| 1    | Dane Spencer | Stati Uniti |
| 2    | ?            | ?           |
| 3    | ?            | ?           |

### Donne

#### Discesa libera
| Pos. | Atleta            | Nazione     | Tempo   |
| ---- | ----------------- | ----------- | ------- |
| 1    | Kirsten Clark     | Stati Uniti | 1:18,00 |
| 2    | Caroline Lalive   | Stati Uniti | 1:18,31 |
| 3    | Megan Gerety      | Stati Uniti | 1:18,40 |
| 3    | Jonna Mendes      | Stati Uniti | 1:18,40 |
| 5    | Kathleen Monahan  | Stati Uniti | 1:18,57 |
| 6    | Megan Ganong      | Stati Uniti | 1:19,28 |
| 7    | April Mancuso     | Stati Uniti | 1:21,50 |
| 8    | Suki Horton       | Stati Uniti | 1:21,61 |
| 9    | Kimberly Rogers   | Stati Uniti | 1:21,73 |
| 10   | Jennifer Scoville | Stati Uniti | 1:22,12 |

Data: 19 marzo

#### Supergigante
| Pos. | Atleta             | Nazione     | Tempo   |
| ---- | ------------------ | ----------- | ------- |
| 1    | Kathleen Monahan   | Stati Uniti | 1:15,05 |
| 2    | Megan Gerety       | Stati Uniti | 1:15,48 |
| 3    | Kjersti Bjorn-Roli | Stati Uniti | 1:16,15 |
| 4    | Kirsten Clark      | Stati Uniti | 1:16,21 |
| 5    | Megan Ganong       | Stati Uniti | 1:16,77 |
| 6    | Mia Cullman        | Stati Uniti | 1:16,96 |
| 7    | Alexandra Shaffer  | Stati Uniti | 1:17,24 |
| 8    | Christin Lathrop   | Stati Uniti | 1:17,33 |
| 9    | Kimberly Rogers    | Stati Uniti | 1:17,42 |
| 10   | Amber Acker        | Stati Uniti | 1:17,65 |

Data: 23 marzo

#### Slalom gigante
| Pos. | Atleta            | Nazione     | Tempo   |
| ---- | ----------------- | ----------- | ------- |
| 1    | Alexandra Shaffer | Stati Uniti | 2:05,21 |
| 2    | Sarah Schleper    | Stati Uniti | 2:05,60 |
| 3    | Marica Favé       | Italia      | 2:06,08 |
| 4    | Caroline Lalive   | Stati Uniti | 2:06,58 |
| 5    | Kathleen Monahan  | Stati Uniti | 2:06,68 |
| 6    | Sabine Fraise     | Francia     | 2:07,43 |
| 7    | Jennifer Collins  | Stati Uniti | 2:07,51 |
| 8    | Alexandra Krebs   | Stati Uniti | 2:07,85 |
| 9    | Maria Kvopková    | Slovacchia  | 2:08,56 |
| 10   | Jonna Mendes      | Stati Uniti | 2:08,77 |

Data: 22 marzo

#### Slalom speciale
| Pos. | Atleta            | Nazione     | Tempo   |
| ---- | ----------------- | ----------- | ------- |
| 1    | Alexandra Shaffer | Stati Uniti | 1:50,05 |
| 2    | Kristina Koznick  | Stati Uniti | 1:50,39 |
| 3    | Caroline Lalive   | Stati Uniti | 1:50,83 |
| 4    | Sabine Fraise     | Francia     | 1:51,99 |
| 5    | Isabelle Fabre    | Francia     | 1:52,47 |
| 6    | Linda Wikström    | Svezia      | 1:54,05 |
| 7    | Hilary McCloy     | Stati Uniti | 1:54,10 |
| 8    | Jennifer Collins  | Stati Uniti | 1:54,32 |
| 9    | Sabrina Lawrence  | Stati Uniti | 1:54,94 |
| 10   | Mia Cullman       | Stati Uniti | 1:55,36 |

Data: 24 marzo

#### Combinata
| Pos. | Atleta           | Nazione     |
| ---- | ---------------- | ----------- |
| 1    | Kathleen Monahan | Stati Uniti |
| 2    | ?                | ?           |
| 3    | ?                | ?           |